# عزلة شربرب

تعديل مصدري - تعديل

عزلة شربرب هي إحدى عزل مديرية قلنسية وعبد الكوري في محافظة أرخبيل سقطرى اليمنية ويبلغ تعداد سكانها 534 نسمة حسب التعداد السكاني في اليمن لعام 2004.

## روابط خارجية
- الجهاز المركزي للإحصاء بالجمهورية اليمنية
- المركز الوطني للمعلومات باليمن
- World Gazetteer:Yemen
- الدليل الشامل